# دریم‌کچر (گروه موسیقی)
دریم‌کچر (انگلیسی: Dreamcatcher; کره‌ای: 드림캐쳐; لاتین‌نویسی اصلاح‌شده: deurimkaechyeo) گروه دخترانه اهل کره جنوبی است. این گروه متشکل از هفت عضو است: جی‌یو، سوآ، شی‌یون، هان‌دونگ، یوهیون، دامی و گاهیون. این گروه به صورت رسمی در ۱۲ ژانویه ۲۰۱۷ با انتشار آلبوم تک‌آهنگ کابوس فعالیتش را آغاز کرد.
دریم‌کچر در ابتدا با عنوان ام‌آی‌ان‌اکس و با پنج عضو، جیو، سوآ، شی‌یون، یوهیونو دامی فعالیتش را آغاز کرد.
در نوامبر ۲۰۱۶، گروه اعلام کرد که دوباره در سال ۲۰۱۷ تحت نام جدید و دو عضو جدید هان‌دونگ و گاهیون فعالیتش را آغاز می‌کند.